# Bryan Coquard
Bryan Coquard (nascido em 25 de abril de 1992, em Saint-Nazaire) é um ciclista profissional francês. Atualmente, compete para a equipe Vital Concept-B&B.